# Padre (filme)
Priest (bra/prt: Padre) é um filme americano livremente adaptado do manhwa do mesmo nome criado pelo coreano Hyung Min-Woodo. O filme, que une os gêneros de ação, terror e ficção científica, é estrelado por Paul Bettany no papel título.

## Sinopse
O mundo foi devastado por uma guerra entre humanos e vampiros que durou séculos. Finalmente os humanos vencem mas o planeta é devastado pela guerra e os humanos sobreviventes são obrigados a viver em cidades muradas sob o controle teocrático de uma entidade chamada de "Igreja" enquanto que os vampiros remanescentes são confinados em "reservas". Neste mundo distópico, um padre 
guerreiro que fora forçado a viver escondido entre os cidadãos comuns recebe a notícia do sequestro da sobrinha por vampiros.
Contrariando as ordens da Igreja, que diz não haver ameaça vampírica, o Padre parte em busca de sua familiar, contando com a ajuda do namorado da
garota que é o xerife da cidade onde ela morava com seu pai (irmão do Padre) e sua mãe (ex-namorada do Padre, antes deste ser recrutado pela Igreja). Ao saber da empreitada do Padre a Igreja convoca os outros Padres para recuperá-lo vivo ou morto.

## Elenco
- Paul Bettany como Padre
- Karl Urban como Black Hat
- Cam Gigandet como Hicks
- Maggie Q como Priestess
- Lily Collins como Lucy Pace
- Brad Dourif como Salesman
- Stephen Moyer como Owen Pace
- Christopher Plummer como Monsenhor Orelas
- Alan Dale como Monsenhor Chamberlain
- Mädchen Amick como Shannon Mace